# فرقة المشاة 225 (الفيرماخت)
فرقة المشاة 225 ( (بالألمانية: 225. Infanterie-Division) فرقة المشاة ) كانت فرقة مشاة للجيش الألماني خلال الحرب العالمية الثانية.

## تاريخ العمليات

شارة فرقة من فرقة المشاة 225

تم تشكيل الفرقة في 26 أغسطس 1939 كجزء من اوفشتيلوفيلا الثالث في المنطقة العسكرية أكس هامبورغ. كان يتألف في البداية من فوج المدفعية 225 وكذلك أفواج المشاة 333 (هامبورغ) و 76 ( لوبيك ) و377 ( بريمن ).  تم تشكيل الفرقة من أفراد Landwehr من مناطق الفوج. كان قائد الفرقة الأولي إرنست شومبرغ. 

## الأفراد الجديرون بالملاحظة
- إرنست شومبرج، قائد فرقة ابتداءً من 26 أغسطس 1939. [2]
- فريدريش-كارل فون واشتر، قائد فرقة ابتداءً من 1 يوليو 1940.
- هانز فون باس، قائد الفرقة ابتداءً من 1 يونيو 1941.
- إرنست فالتر ريس، قائد الفرقة ابتداءً من 25 سبتمبر 1942.

## ميراث
أقيم نصب تذكاري للجنود الذين سقطوا من فرقة المشاة 225 في عام 1959 في هامبورغ دامتور . 